# Radoslaw Rosenow
Radoslaw Simeonow Rosenow (bulgarisch Радослав Симеонов Росенов; * 15. Dezember 2003 in Russe) ist ein bulgarischer Boxer im Halbweltergewicht.

## Karriere
Rosenow erreichte bereits 2017 den zweiten Platz bei der Schüler-Europameisterschaft in Vâlcea und gewann anschließend jeweils die Junioren-Europameisterschaften 2018 in Anapa und 2019 in Galați, sowie die Jugend-Europameisterschaften 2020 in Budva und 2021 in Budva. Darüber hinaus war er Gewinner der U22-Europameisterschaften 2022 in Poreč und 2023 in Budva.
Bei seinen ersten Elite-Bewerben, der Europameisterschaft 2022 in Jerewan, schied er im Achtelfinale gegen Viliam Tankó aus. 2023 gewann er im Leichtgewicht die Balkanmeisterschaft in Albena und startete im Halbweltergewicht bei den Europaspielen 2023 in Krakau, wo er mit Siegen gegen Wael Mejri und Reese Lynch das Viertelfinale erreichte, in welchem er gegen Lascha Guruli unterlag. Bei der Weltmeisterschaft 2023 in Taschkent erreichte er nach einer Niederlage gegen Mohammad Abu Jajeh einen 5. Platz im Leichtgewicht.
2024 nahm er an der Europameisterschaft in Belgrad teil und gewann den Vizemeistertitel im Leichtgewicht, nachdem er gegen Nikolai Tšaškin, Artur Tuniyeu und Artur Sahakyan das Finale erreicht hatte und dort gegen Wessewolod Schumkow unterlegen war. Beim 1. Olympiaqualifikationsturnier 2024 in Busto Arsizio siegte er gegen Semjon Kamanin und Mukhammedsabyr Bazarbaiuly, ehe er gegen Aleksej Sendrik ausschied. Er erkämpfte sich jedoch beim 2. Olympiaqualifikationsturnier 2024 in Bangkok mit Siegen gegen David Karbaš, David Gkevorgkian, Erdenebatyn Tsendbaatar und Alexandru Paraschiw einen Startplatz im Halbweltergewicht bei den Olympischen Spielen 2024 in Paris. Dort schlug er in der Vorrunde Bachodur Usmonow, ehe er im Achtelfinale gegen Wyatt Sanford verlor. Im Oktober 2024 gewann er mit einem Finalsieg gegen Artur Sahakyan die U23-Europameisterschaft in Sofia.